# Авдиев, Всеволод Игоревич
Все́волод Иго́ревич А́вдиев (1898—1978) — советский востоковед и египтолог. Специалист по Малой Азии и Ближнему Востоку. Доктор исторических наук (1943), профессор (1944). Директор Института востоковедения АН СССР (1953—1954).

## Биография
Родился 4 (16) октября 1898 года в Москве. В 1916 году окончил 7-ю Московскую гимназию. В совершенстве овладел немецким, французским и английским языками. Изучал также латынь, древнегреческий, санскрит и древнеегипетский. С 1916 по 1922 годы учился на историко-филологическом факультете Московского университета, где изучал ассириологию, семитологию, индологию и классическую филологию. Его научными руководителями были известные антиковеды С. И. Соболевский, М. М. Покровский, В. К. Шилейко и М. Н. Петерсон.
С 1920 года работал в Музее-Институте Классического Востока. В 1924 году был назначен помощником хранителя Восточного отдела Музея изящных искусств.
С 1941 года преподавал на кафедре истории Древнего мира МГУ имени М. В. Ломоносова, а в 1951 году стал заведующим этой кафедрой и возглавлял её до 1973 года.
В 1953—1955 годах был директором Института востоковедения Академии наук.
Всеволод Игоревич Авдиев скончался 9 мая 1978 года после продолжительной и тяжёлой болезни. Похоронен на Донском кладбище.

## Труды
Авдиеву принадлежит около 200 работ по истории Древнего мира, преимущественно по египтологии. Основные труды:
- Авдиев В. И. Древне-египетская реформация / Под ред. и с предисл. И. Н. Бороздина. — М.: Гос. изд-во, 1924. — 146 с. — (Всемирная литература. Культура Востока).
- Авдиев В. И., Бокщанин А. Г. История древнего мира : учебное пособие / отв. ред. Н. Д. Боголюбов. — М.: [Б.и.], 1955. — 224 с. — (Древняя история/ Высш. парт. школа при ЦК КПСС. Кафедра всеобщей истории).
- Авдиев В. И. Военная история древнего Египта. Т. 1: Возникновение и развитие завоевательной политики до эпохи крупных войн XVI—XV вв. до н. э. — М.: Совет. наука, 1948. — 355 с.
- Авдиев В. И. Военная история древнего Египта. Т. 2: Период крупных войн в Передней Азии и Нубии в XVI—XV вв до н. э. — М.: Совет. наука, 1959. — 274 с.
- История Древнего Востока. — 3-е изд. — М.: Высшая школа, 1970. — 608 с.

## Художественная литература
- Прус Б. Фараон / Пер. с польск. Евг. Троповского ; Вступ. статья и прим. В. И. Авдиева. — М.: Журн.-газ. объединение, 1938. — Т. 1-2. — (Исторические романы. Серия 1938 года; 5-6).

- Авдиев В. И. Лирика. К столетию со дня рождения / Сост. С. Дикаревой, А. Дикарева. — М.: Кабинет египтологии ИВ РАН, 1998. — 154 с.

## Награды
- Сталинская премия первой степени (1952) за научный труд «История Древнего Востока» (1948)
- премия Гамаля Абдель Насера (1973)
- орден Ленина
- орден Трудового Красного Знамени

## Звания
- почётный член Египтологического института при Карловом университете в Праге
- член-корреспондент Общества Классических Исследований при Венгерской Академии наук